# Coupe d'Europe des vainqueurs de coupe de football 1977-1978
Navigation
Coupe des coupes 1976-1977 Coupe des coupes 1978-1979
La Coupe d'Europe des vainqueurs de coupe 1977-1978 voit le sacre du RSC Anderlecht qui bat le club autrichien du FK Austria Vienne en finale au Parc des Princes de Paris. C'est le deuxième succès en Coupe d'Europe pour le club et sa troisième finale de Coupe des Coupes consécutive. Quant à l'Austria Vienne, il s'agit du premier club autrichien à atteindre la finale d'une compétition européenne. Le parcours de l'Austria jusqu'en finale est laborieux, avec une qualification pour les quarts de finale obtenue grâce aux buts marqués à l'extérieur suivie de deux séances de tirs au but victorieuses, en quart puis en demi-finale.
Les huitièmes de finale sont le théâtre de la revanche de la finale de la saison précédente entre Hambourg SV et le RSC Anderlecht. Cette fois-ci, ce sont les Belges qui en sortent victorieux en s'imposant en Allemagne de l'Ouest puis en assurant le match nul à Bruxelles.
Trois joueurs terminent co-meilleurs buteurs de l'épreuve avec 6 buts. Il s'agit d'Ab Gritter du FC Twente, de Ferdinand Keller du Hambourg SV et de François Van Der Elst d'Anderlecht.

## Tour préliminaire
| Équipe 1        | Résultat | Équipe 2       | Aller | Retour |
| --------------- | -------- | -------------- | ----- | ------ |
| Glasgow Rangers | 3 - 2    | BSC Young Boys | 1 - 0 | 2 - 2  |

## Seizièmes de finale
| Équipe 1           | Résultat | Équipe 2              | Aller | Retour |
| ------------------ | -------- | --------------------- | ----- | ------ |
| Progrès Niedercorn | 0 - 10   | Vejle BK              | 0 - 1 | 0 - 9  |
| PAOK Salonique     | 4 - 0    | Zagłębie Sosnowiec    | 2 - 0 | 2 - 0  |
| Glasgow Rangers    | 0 - 3    | FC Twente             | 0 - 0 | 0 - 3  |
| SK Brann           | 5 - 0    | ÍA Akranes            | 1 - 0 | 4 - 0  |
| 1. FC Cologne      | 2 - 3    | FC Porto              | 2 - 2 | 0 - 1  |
| AS Saint-Étienne   | 1 - 3    | Manchester United     | 1 - 1 | 0 - 2  |
| Hambourg SV        | 13 - 3   | Reipas Lahti          | 8 - 1 | 5 - 2  |
| Lokomotiv Sofia    | 1 - 8    | RSC Anderlecht        | 1 - 6 | 0 - 2  |
| Coleraine FC       | 3 - 6    | Lokomotive Leipzig    | 1 - 4 | 2 - 2  |
| Betis Séville      | 3 - 2    | AC Milan              | 2 - 0 | 1 - 2  |
| Valletta FC        | 0 - 7    | Dynamo Moscou         | 0 - 2 | 0 - 5  |
| Olympiakos Nicosie | 1 - 8    | Universitatea Craiova | 1 - 6 | 0 - 2  |
| Cardiff City       | 0 - 1    | Austria Vienne        | 0 - 0 | 0 - 1  |
| Lokomotíva Košice  | 2 - 2    | Östers IF             | 0 - 0 | e2 - 2 |
| Besiktas JK        | 2 - 5    | Diósgyőri VTK         | 2 - 0 | 0 - 5  |
| Dundalk FC         | 1 - 4    | Hajduk Split          | 1 - 0 | 0 - 4  |

## Huitièmes de finale
| Équipe 1           | Résultat | Équipe 2              | Aller | Retour           |
| ------------------ | -------- | --------------------- | ----- | ---------------- |
| Vejle BK           | 4 - 2    | PAOK Salonique        | 3 - 0 | 1 - 2            |
| FC Twente          | 4 - 1    | SK Brann              | 2 - 0 | 2 - 1            |
| FC Porto           | 6 - 5    | Manchester United     | 4 - 0 | 2 - 5            |
| Hambourg SV        | 2 - 3    | RSC Anderlecht        | 1 - 2 | 1 - 1            |
| Lokomotive Leipzig | 2 - 3    | Betis Séville         | 1 - 1 | 1 - 2            |
| Dynamo Moscou      | 2 - 2    | Universitatea Craiova | 2 - 0 | 0 - 2 ap 3-0 tab |
| Austria Vienne     | 1 - 1    | Lokomotíva Košice     | 0 - 0 | e1 - 1           |
| Diósgyőri VTK      | 3 - 3    | Hajduk Split          | 2 - 1 | 1 - 2 ap 3-4 tab |

## Quarts de finale
| Équipe 1       | Résultat | Équipe 2       | Aller | Retour           |
| -------------- | -------- | -------------- | ----- | ---------------- |
| Vejle BK       | 0 - 7    | FC Twente      | 0 - 3 | 0 - 4            |
| FC Porto       | 1 - 3    | RSC Anderlecht | 1 - 0 | 0 - 3            |
| Betis Séville  | 0 - 3    | Dynamo Moscou  | 0 - 0 | 0 - 3            |
| Austria Vienne | 2 - 2    | Hajduk Split   | 1 - 1 | 1 - 1 ap 3-0 tab |

## Demi-finales
| Équipe 1      | Résultat | Équipe 2       | Aller | Retour           |
| ------------- | -------- | -------------- | ----- | ---------------- |
| FC Twente     | 0 - 3    | RSC Anderlecht | 0 - 1 | 0 - 2            |
| Dynamo Moscou | 3 - 3    | Austria Vienne | 2 - 1 | 1 - 2 ap 4-5 tab |

## Finale
| Entraîneur :     |
| Raymond Goethals |

| Entraîneur :   |
| Hermann Stessl |

| Entraîneur :     |
| Raymond Goethals |

| Entraîneur :   |
| Hermann Stessl |